# Nuraghe Tanca Tamis
Il nuraghe Tanca Tamis è un edificio nuragico situato a Masullas, al confine con il comune di Uras.

## Descrizione
Il nuraghe Tanca Tamis era costituito da un'unica torre composta da pietre di basalto . 
Il sito in cui si trova è abbastanza famoso, in quanto nelle vicinanze (zona Tamis) sono presenti anche le rovine di un'abbazia vallombrosiana: l'Abbazia di San Michele in Thamis.
Al momento l'edificio è scomposto.